# Steve Lemme
Steve Lemme (*13. listopad 1968, New York, USA) je americký herec, scenárista a producent.

## Kariéra
Od roku 1996 je členem komické skupiny Broken Lizard, do které patří i režisér Jay Chandrasekhar, který ho často obsazuje do svých filmů, tím nejznámějším je film Mistři hazardu, kde hrál po boku s Johnny Knoxvillem a Seannem Williamem Scottem.
Objevil se také ve filmech Superpoldové, Klub hrůzy nebo The Slammin´ Salmon.
Má původ z Argentiny.

## Filmografie
- 1996 - Puddle Cruiser
- 1999 - Big Helium Dog
- 2001 - Superpoldové
- 2003 - Otevřené moře
- 2004 - Klub hrůzy
- 2005 - Mistři hazardu
- 2006 - Oktoberfest
- 2007 - Špioni a biják
- 2008 - Capers
- 2009 - The Slammin´ Salmon